# 263 v. Chr.
Portal Geschichte | Portal Biografien | Aktuelle Ereignisse | Jahreskalender | Tagesartikel

◄ |
4. Jahrhundert v. Chr. |
3. Jahrhundert v. Chr. |
2. Jahrhundert v. Chr. |
►

◄ | 280er v. Chr. | 270er v. Chr. | 260er v. Chr. | 250er v. Chr. |
240er v. Chr. |
►

◄◄ | ◄ | 266 v. Chr. | 265 v. Chr. | 264 v. Chr. | 263 v. Chr. |
262 v. Chr. |
261 v. Chr. |
260 v. Chr. |
► |
►►
Staatsoberhäupter

## Ereignisse

### Westliches Mittelmeer
- Rom siegt unter dem Konsul Manius Valerius Maximus Corvinus Messalla über Syrakus und zwingt Hieron II. zur Aufgabe seines Bündnisses mit Karthago, stattdessen muss er sich mit Rom verbünden, das ihm den Südosten Siziliens bis Tauromenium belässt.
- Zahlreiche sizilische Städte sagen sich von Karthago los und schließen sich den Römern an. Daraufhin verstärken die Karthager ihre Besatzung in Akragas.
- Gründung der latinischen Kolonie Aesernia (heute: Isernia) im Gebiet der Samniten.

### Östliches Mittelmeer
- Nach dem Tod des Philetairos von Pergamon wird sein Neffe Eumenes I. sein Nachfolger; er macht sich vom Seleukidenreich unter Antiochos I. unabhängig. Unter seiner Regierung kommt in Pergamon der Gebrauch des Pergaments auf.
- Alexander II. von Epirus fällt, wie zuvor sein Vater Pyrrhos I., in Makedonien ein, um anstelle von Antiochos I. König zu werden.

## Geboren
- Antigonos III. Doson, König von Makedonien († 221 v. Chr.)

## Gestorben
- Philetairos, Statthalter von Pergamon (* um 343 v. Chr.)